# Jean-Christophe Thouvenel
Jean-Christophe Thouvenel (ur. 8 października 1958 w Colmar) – francuski piłkarz występujący na pozycji obrońcy. 

## Kariera klubowa
Thouvenel karierę rozpoczynał w 1975 roku w szwajcarskim zespole Servette FC. Trzy razy wywalczył z nim wicemistrzostwo Szwajcarii (1976, 1977, 1978), a także raz Puchar Szwajcarii (1978). W 1978 roku przeszedł do francuskiego Paris FC. W Division 1 zadebiutował 2 sierpnia 1978 w przegranym 1:5 meczu z AS Nancy, a 30 września 1978 w przegranym 1:2 pojedynku z FC Metz strzelił pierwszego gola w Division 1. W sezonie 1978/1979 wraz z zespołem zajął 19. miejsce w lidze i spadł do Division 2. Wówczas Thouvenel odszedł z klubu.
Został zawodnikiem Girondins Bordeaux. W ciągu 12 lat gry dla tego zespołu, trzy razy zdobył z nim mistrzostwo Francji (1984, 1985, 1987), a także dwa razy Puchar Francji (1986, 1987). W 1991 roku przeszedł do także pierwszoligowego Le Havre AC, gdzie dwa lata później zakończył karierę.
W Division 1 rozegrał 495 spotkań i zdobył 8 bramek.

## Kariera reprezentacyjna
W reprezentacji Francji Thouvenel zadebiutował 31 maja 1983 w zremisowanym 1:1 towarzyskim meczu z Belgią. W latach 1983–1987 w drużynie narodowej rozegrał cztery spotkania.
W 1984 roku był członkiem reprezentacji, która zdobyła złoty medal na Letnich Igrzyskach Olimpijskich.